# اس‌اس گالف‌امریکا
اس‌اس گالف‌امریکا (به انگلیسی: SS Gulfamerica) یک زیردریایی بود که طول آن ۴۴۵ فوت (۱۳۶ متر) بود. این زیردریایی در سال ۱۹۴۲ ساخته شد.